# Université d'État de Moldavie
L'université d'État de Moldavie (en roumain : Universitatea de Stat din Moldova) est une université située à Chișinău, en Moldavie. Elle a été fondée en 1946.

## Organisation
L'université est organisé en onze facultés :
1. Biologie et Pédologie
2. Chimie et Génie chimique
3. Droit
4. Physique
5. Histoire et Philosophie
6. Journalisme et Sciences de la communication
7. Langues et littératures étrangères
8. Lettres
9. Mathématiques et Informatique
10. Psychologie et Sciences de l'éducation
11. Relations internationales, Sciences politiques et administratives
12. Sociologie et Assistance sociale
13. Économie

## Professeur célèbre
- Elena Karacențev